# نینا برگر
نینا برگر یک بازیکن زن فوتبال اهل کشور اتریش است. پست تخصصی او مهاجم است. باشگاهی کنونی او اس‌سی زنت است و در بوندس‌لیگا بازی می‌کند. نینا برگر پیش از پیوستنش به این تیم برای اس‌وی نویلینکباخ و در بوندس‌لیگای اتریش بازی می‌کرد.او همچین در فصل ۲۰۱۴ برای تیم هیوستون دش و در لیگ ملی فوتبال زنان آمریکا بازی کرده‌است. او برای پنج فصل متوالی از سال ۲۰۰۷ تا ۲۰۱۱ به عنوان بهترین گلزن لیگ برتر فوتبال زنان اتریش شناخته شد.برگر یکی از اعضای تیم ملی فوتبال زنان اتریش نیز است.